# وديعة حداد جرار
وديعة حدّاد جرّار (الاسم قبل الزواج: وديعة إلياس رشيد حدّاد)، من مواليد صفد، ولدت عام 1927. هي فنّانة فلسطينية، وهي أوّل أستاذة دبكة شعبية في لبنان، حيث أسّست مع زوجها مروان جرّار فرقة لتدريب الرقص الفولكلوري – «الليالي البعلبكيّة».

## حياتها
من مواليد صفد، فلسطين، شقيقة الدكتور وديع حدّاد – أحد مؤسّسي حركة القوميين العرب والجبهة الشعبية لتحرير فلسطين. بدأت دراستها في حيفا، ثم سافرت إلى لندن عام 1944 والتحقت جامعة كمبريدج، والتي حصلت منها على شهادة بالرقص الإسكندينافي، والرياضة السويدية. لجأت إلى لبنان عام 1948، وتزوّجت الفلسطيني مروان جرّار، وأسّسا معا فرقة الرقص الشعبي «ليالي بعلبكيّة». اندلعت حرب 1948 وهي في لندن وتم احتلال فلسطين، وعادت وديعة جرار إلى بيروت. رحلت الفنّانة وديعة حدّاد جرّار في مدينة بعلبك عام 2012.

## عملها
أول استاذة للدبكة اللبنانية وأشهر تلامذتها: نهاد شهاب، سميرة بعقليني، غيتا ديان (زوجة رشاد سلامة) سابقاً.أعمالها الفلكلورية تحفظها (ذاكرة المشاهد) وذاكرة الوطن، وعشاق الدبكة اللبنانية وأبرزهم (أبو الفلكلور اللبناني) محمد الموسوي المعروف بــ «أبو ضربة» وقد استعان برقصاته التراثية البعلبكية الرحابنة.